# Ujniče
Ujniče (cyr. Ујниче) – wieś w Czarnogórze, w gminie Bijelo Polje. W 2011 roku liczyła 20 mieszkańców.